# Mandeni
Mandeni (officieel Mandeni Local Municipality; vroeger: eNdondakusuka) is een gemeente in het Zuid-Afrikaanse district iLembe.
Mandeni ligt in de provincie KwaZoeloe-Natal en telt 138.078 inwoners.

## Hoofdplaatsen
Het nationaal instituut voor de statistiek, Stats SA, deelt sinds de census 2011 deze gemeente in in 22 zogenaamde hoofdplaatsen (main place):
Abashumi • Endlondlweni • Macambini • Makhwanini • Mandeni • Mandeni NU • Mangqakaza • Mathonsi • Mathunzi • Mfuze • Mtunzini • Ndulinde • Nkunzempunga • Nyoni • Otungulu • Sikhonyane • St Cyprian Mission • Sundumbili A • Sundumbili B • Tugela • Tugela Mouth • Ziyendane.